# Kissing Cup's Race (película de 1920)
Kissing Cup's Race es una película en torno a un famoso caballo de carreras británico llamado Kissing Cup. Sobre este tema se han filmado otras películas (Véase Kissing Cup's Race).
Basada en un poema de Campbell Rae Brown.
- Datos: Q6417233